# Mattias Bähr
Mattias Daniel Bähr född 7 september 1972 i Falköpings stadsförsamling, Skaraborgs län, är en svensk präst.

## Biografi
Mattias Bähr föddes 1972 i Falköping. Han blev 2015 kyrkoherde i Oxelösunds församling och 2021 domprost i Linköpings domkyrkopastorat.